# Mr. Bojangles/I Will Talk and Hollywood Will Listen
"Mr. Bojangles/I Will Talk and Hollywood Will Listen" é uma canção escrita por Robbie Williams e Guy Chambers gravada pelo cantor Robbie Williams.
É o segundo single do terceiro álbum de estúdio lançado a 28 de Agosto de 2000, Sing When You're Winning.

## Paradas
| Parada (2001) | Posições |
| ------------- | -------- |
| Países Baixos | 66       |
| Suíça         | 68       |
| Alemanha      | 77       |